# Blackwell (Wisconsin)
Blackwell è un comune degli Stati Uniti, situato in Wisconsin, nella Contea di Forest.